# Gianpaolo Ormezzano
Gian Paolo Ormezzano (Torino, 17 settembre 1935 – Torino, 26 dicembre 2024) è stato un giornalista, scrittore e personaggio televisivo italiano.

## Biografia
Nato da famiglia originaria di Crocemosso (oggi una frazione del comune di Valdilana, nella provincia di Biella), è stato direttore responsabile di Tuttosport, editorialista del Guerin Sportivo e de La Stampa nonché commentatore di molte trasmissioni televisive (ha esordito sul piccolo schermo nel 1962, conducendo dal Palazzo del Ghiaccio di Torino una trasmissione per i ragazzi sul pattinaggio artistico) in qualità di giornalista nonché convinto tifoso del Torino. Tra le altre cose, ha illustrato le moviole per il settimanale Il Giornalino.
Ormezzano ha iniziato a lavorare con Tuttosport al tramonto degli anni 1940, mentre studiava giurisprudenza a Torino, fino al decesso, perché ha lavorato fino all’ultimo senza smarrire una goccia d’entusiasmo e di passione. In realtà, la sua carriera era iniziata assai prima: aveva deciso di fare il giornalista alle elementari, frequentate a Limone Piemonte dove la famiglia era sfollata, ed era già così bravo con le parole da scrivere lui i pensierini per i compagni in cambio di mentine e dolcetti. Ha anche praticato vari sport: sci, calcio, basket, nuoto e podismo. È diventato direttore di Tuttosport nel 1974 e ci è rimasto per cinque anni prima di passare a La Stampa come inviato rimanendovi fino al 1991. Tra i suoi servizi storici, ci sono quelli da Cape Canaveral nel 1969, inviato nel grande giorno del piccolo passo dell’uomo e del grande passo dell’umanità. È morto a Torino il giorno di Santo Stefano del 2024, all'età di 89 anni.

## Vita privata
Ormezzano era sposato ed ha avuto tre figli.

## Opere
- Storia del calcio, con Enzo Bearzot, Longanesi, 1980.
- 1990. L'anno dei mondiali, con Giovanni Tortolini, di.e.di. srl, 1990.
- Tutto il calcio parola per parola, Editori Riuniti, 1997.
- Il Grande Torino, con Giorgio Tosatti, Reverdito Editore, 1999.
- Il tifo e lo schifo, Eco Editore, 2004.
- Il Vangelo del vero Anti-Juventino, Armenia Edizioni, 2005.
- La fine del campione, Cairo editore, 2015.
- La Bibbia della fede granata, Sperling & Kupfer, 2018.